# ウェールズ

ウェールズのヘラルディック・バッジ。ウェールズの守護聖人である聖デイヴィッドおよびウェールズそのものを象徴するリーキ(西洋ネギ)が描かれている。

ウェールズ
Cymru（ウェールズ語）
Wales（英語）

国の標語：“Cymru am Byth”（ウェールズ語）
「ウェールズよ、永遠なれ」
国歌：我が父祖の土地
Hen Wlad Fy Nhadau（ウェールズ語）

1 イギリス構成国中第3位
2 イギリス構成国中第3位

ウェールズ（英語:  Wales、ウェールズ語: Cymru [ˈkəm.rɨ] ( 音声ファイル): カムリ）は、グレートブリテンおよび北アイルランド連合王国（イギリス）を構成する4つの「構成国（country）」のひとつである。ウェールズはグレートブリテン島の南西に位置し、南にブリストル海峡、東にイングランド、西と北にはアイリッシュ海が存在する。
かつて、石炭を代表とする豊富な地下資源を産出し、イギリスの産業革命を支えた歴史をもつ。

## 歴史

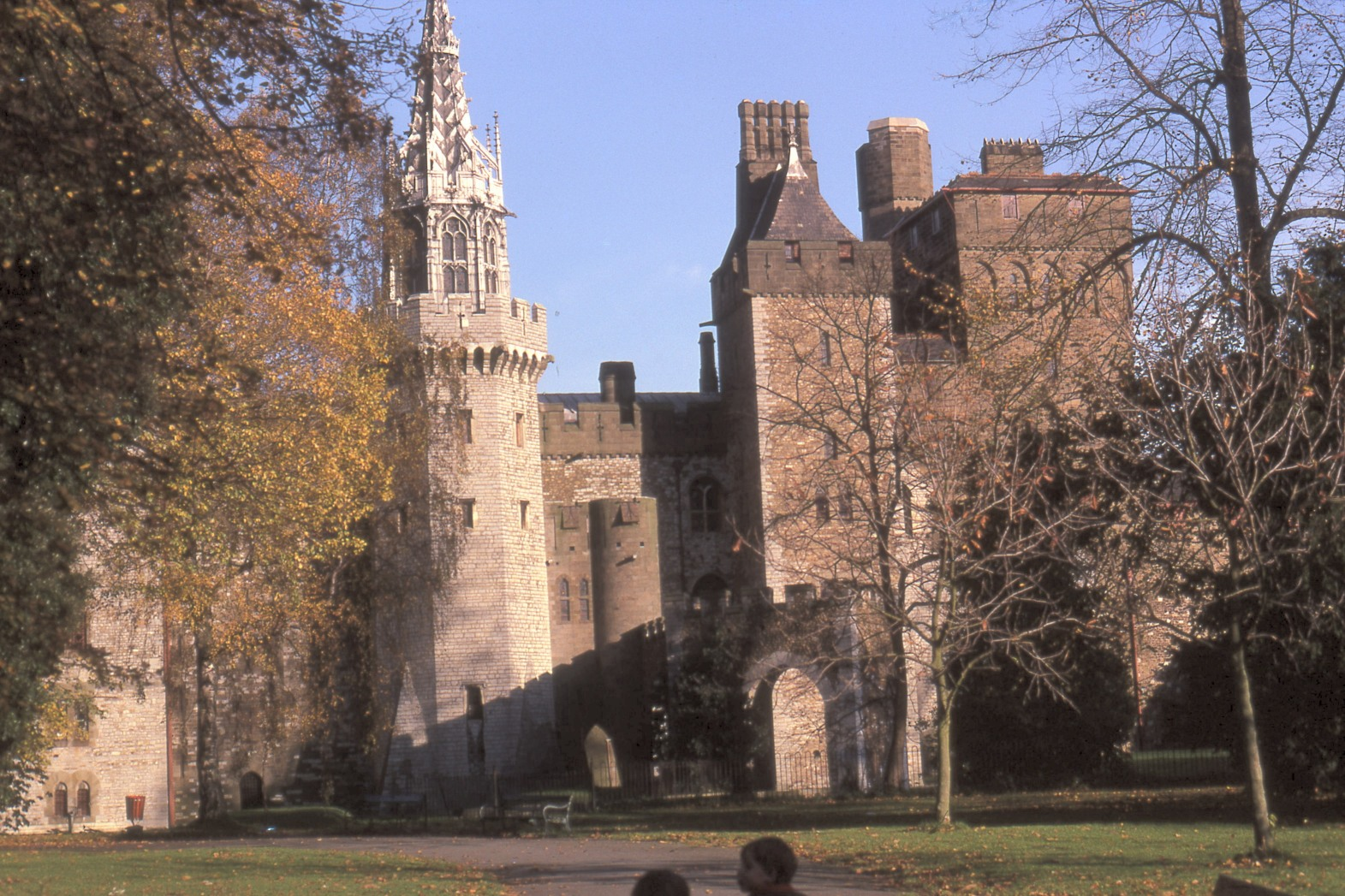
カーディフ城

### 古代
ウェールズのブリトン系住民はローマ帝国の支配を受けたが、アングロ・サクソン民族に征服されたわけではなかった。イギリスのアーサー王伝説はアングロ・サクソンに抵抗したブリトン人の王の物語とされる。

### 中世
中世には小部族国家が群立し、やがてグウィネズ王国（グウィネッズ）、ポーイス王国（ポウィス）、デヒューバース王国などの地方王権が形成された。13世紀中葉にグウィネッズ王ルウェリン・アプ・グリフィズがウェールズのほとんどの領域を支配下に収めるなど、幾度か一時的な政治的統一がなされるが、イングランドのような恒常的な統一王権が確立されることはなく、実態としてはリズラン法典に従うマナー家臣団による統治であった。
伝統的にウェールズは侵略者に対して頑強な抵抗を示し続けている。1066年に征服王ギヨームがイングランドを征服したが（ノルマン・コンクエスト）、ノルマン朝によるウェールズへの侵略・植民政策は、ウェールズ南東部を除いて恒久的な成功とはならなかった。以降もイングランドから度重なる侵略を受け続けたが、その都度撥ね返して独立を守ってきた。

### ウェールズ公国
1258年にウェールズの事実上の統治者グウィネッズ王ルウェリン・アプ・グリフィズがウェールズ大公（プリンス・オブ・ウェールズ）を名乗り、ウェールズ公国（Principality of Wales）が成立した。しかし、イングランドからの圧力に加えてウェールズ内部での権力闘争の激化、オックスフォード条項以降のコモンロー支配によってウェールズは弱体化していき、徐々にイングランドに臣従せざるを得なくなった。1282年、ルウェリン・アプ・グリフィズがイングランド王エドワード1世に敗れてからは、ウェールズはイングランドに占領されその支配下に置かれることとなった（Conquest of Wales by Edward I）。ウェールズはイングランドの一地方となり、エドワード1世は長男エドワード（エドワード2世）にプリンス・オブ・ウェールズの称号を与え、ウェールズの君主としてウェールズを統治させた（これより以後、イングランド王太子は代々プリンス・オブ・ウェールズ（ウェールズ大公）の称号を引き継いでいく）。
このような過程を経てウェールズはイングランドに征服されその統治を受けることになったが、このことが逆にウェールズ人の民族意識を強めた。ウェールズ人は頑なにイングランドとの同化を拒み続け、この地に植民した異民族のほとんどはことごとくウェールズ人化していったという。イングランドの中にあってもウェールズの長弓（ロングボウ）隊は、強力な戦力として名を馳せイングランド王の軍勢にとって欠かせない戦力となった。

### テューダー家
薔薇戦争（1455年 – 1485年）の際には、ウェールズはその政争争奪の舞台になり、1485年のボズワースの戦いで勝利したリッチモンド伯がヘンリー7世として即位し、ウェールズ人のウェールズ大公の血統から出てイングランド王家に収まった（テューダー朝）。後世のテューダー家に至っては、1536年の合同法によるウェールズ統合により、単一国家「イングランド王国」或いは「イングランドおよびウェールズ」とし、この王朝の家臣団ではウェールズ人が重要な地位を占めた。こうした経緯から、ウェールズ人は同王朝のヘンリー8世からエリザベス1世までの国王が推進したイングランド国教会創設などに協力的な姿勢を見せることになったのである。

### 三王国戦争以降
クロムウェルによる独裁（イングランド共和国）の後は、政治的に力を落としたものの、ウェールズ人としてのアイデンティティは失われることはなく21世紀になった現在でも非常に強いと言われている。

## 政治
ウェールズは、13世紀に公国 (Principality)を形成した。が、ウェールズ公国は、同じ世紀の末にイングランドの統治下に入った。以来、次期イングランド王（後にはグレートブリテン王）となるべき最年長の王子（王太子）が、プリンス・オブ・ウェールズ (Prince of Wales; ウェールズ大公)として戴冠するのが慣わしとなっている。
ウェールズは、1536年の合同法による統合から長らく、単一の国である「イングランド王国」、或いは、イングランドおよびウェールズの一部として扱われ、連合王国の中でもスコットランドや北アイルランドと事情が異なった。イギリスの国旗にウェールズの国旗だけが含まれていないのは、そういう事情がある。

### ウェールズ議会
1997年、ウェールズ国民議会（英語: National Assembly for Wales、ウェールズ語: Cynulliad Cenedlaethol Cymru）の設置に関する住民投票が行われ、国民議会の設置が決定。1999年に、第1回選挙が行われた。2000年議員は任期4年で定数60名、小選挙区比例代表併用制によって選出される。限定的ではあるが、立法権を有する。2020年、ウェールズ国民議会は、ウェールズ議会（英語: Welsh Parliament、ウェールズ語: Senedd Cymru）に改称した。セネッド（Senedd、英語のsenateに相当）とも呼ばれる。
2021年選挙における各党の議席数は以下のとおり。
| 政党名 | 政党名               | 議席数 |
| ------ | -------------------- | ------ |
|        | ウェールズ労働党     | 30     |
|        | ウェールズ保守党     | 16     |
|        | プライド・カムリ     | 13     |
|        | ウェールズ自由民主党 | 01     |

## 行政区画
ウェールズの地方行政は1996年4月1日以降、22の単一行政体（ユニタリー）に分かれており、その内訳は9州 (county)、3市 (city)*、10州区 (county borough)† となる。行政体間の関係は対等であり、上下の関係はない。
番号は地図中に対応、括弧内はウェールズ語

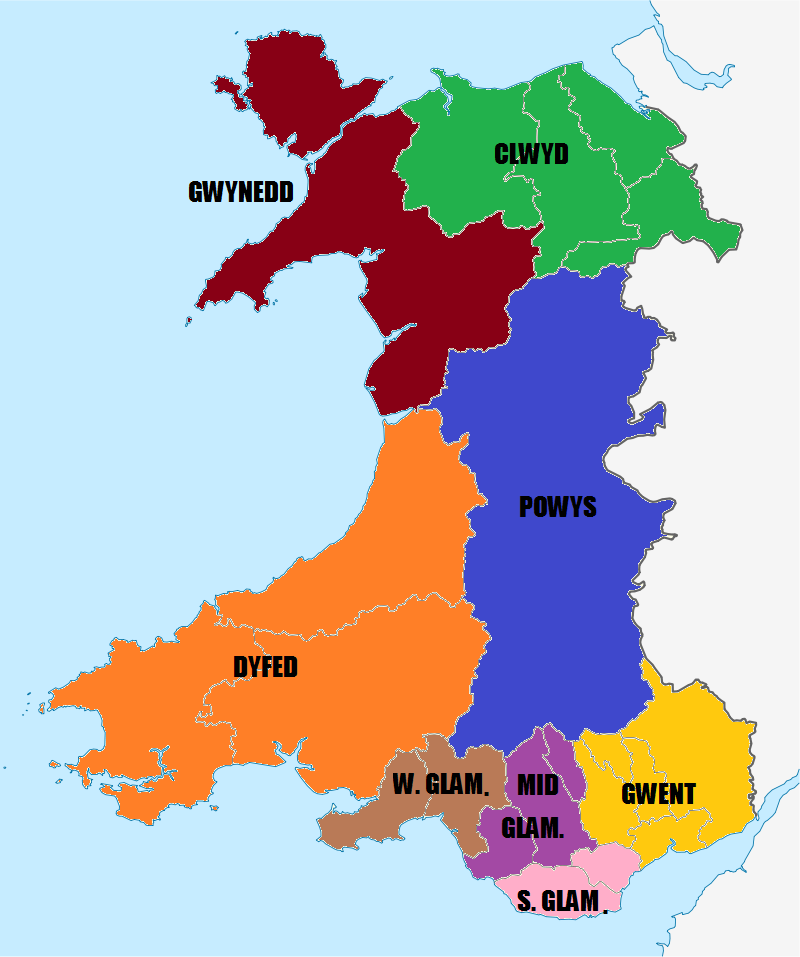
1974年-1996年の行政区画 (:en:Preserved counties of Wales)

- 1 マーサー・ティドビル (Merthyr Tudful) †
- 2 ケアフィリ (Caerffili) †
- 3 ブライナイ・グエント (Blaenau Gwent) †
- 4 トルヴァエン (Tor-faen) †
- 5 モンマスシャー (Sir Fynwy＝シール・ファンウイー)
- 6 ニューポート (Casnewydd＝カースネウイズ) *
- 7 カーディフ (Caerdydd＝カエルディーズ) *
- 8 ヴェール・オブ・グラモーガン (Bro Morgannwg＝ブロー・モルガンウッグ) †
- 9 ブリジェンド (Pen-y-bont ar Ogwr＝ペン・アー・ボント・アル・オグル) †
- 10 ロンザ・カノン・タフ  (Rhondda Cynon Tâf) †
- 11 ニース・ポート・タルボット (Castell-nedd Port Talbot＝カステッシュッネーズ・ポルト・タルボット) †
- 12 スウォンジ (Abertawe＝アベルタウェ) *
- 13 カーマーゼンシャー (Sir Gaerfyrddin＝シール・カエルファルズィン)
- 14 ケレディジョン  (Sir Ceredigion＝シール・ケレディギョン)
- 15 ポーイス (Powys＝ポウィス)
- 16 レクサム (Wrecsam＝ウレクサム) †
- 17 フリントシャー (Sir y Fflint＝シール・アー・フリント)
- 18 デンビーシャー (Sir Ddinbych＝シール・ズィンビッヒ)
- 19 コンウィ (Conwy) †
- 20 グウィネズ (Gwynedd)
- 21 アングルシー (Ynys Môn＝アニス・モーン)
- 22 ペンブルックシャー (Sir Benfro＝シール・ベンヴロ)

## 地理

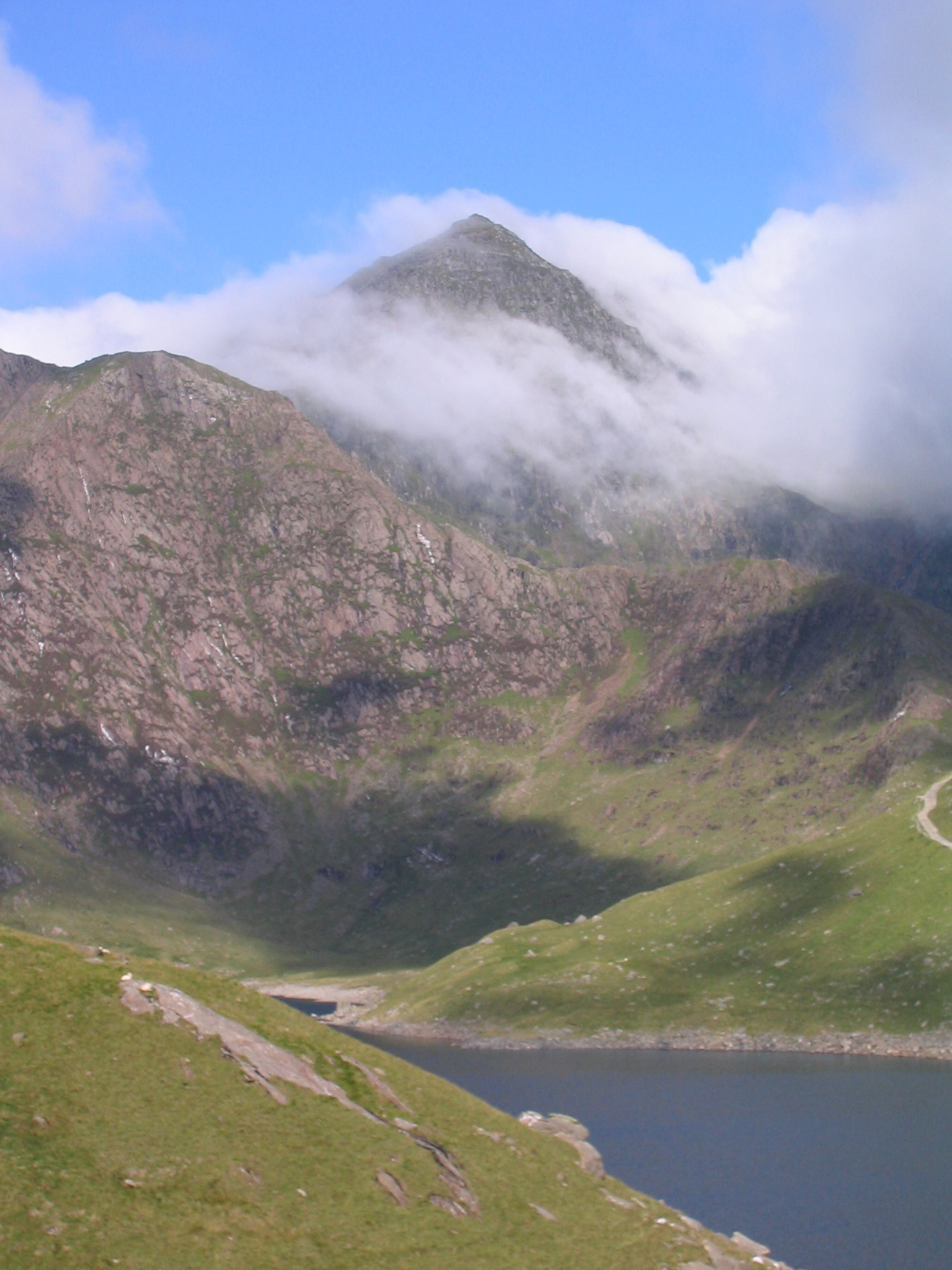
スノードン山

ウェールズはロンドンの西方およそ200kmに位置し、アイルランドと海を隔て、リヴァプール湾、カーデガン湾、ブリストル海峡に囲まれる。国土の大部分は山地で、南北にカンブリア山脈が走る。その名前はウェールズの古名で、地質時代の古生代カンブリア紀にも名づけられた。さらに、この地域を調査した地質学者が部族名からオルドビス紀とシルル紀も命名した。北のスノードニア国立公園には最高峰スノードン山（標高1085m）がそびえる。国立公園であるスノードニア、ブレコンビーコン、ペンブルッククシャー海岸があるゴワー半島、ペンブルックシャー海岸等のあるカーデガン湾は風光明媚で遺産海岸に指定されているが、大西洋に面する海岸は数多くの難破船を出している。主な都市はカーディフ、スウォンジ、レクサム、ニューポートなどである。

## 経済
ウェールズは18世紀に工業が発達し、埋蔵されていた石炭・銅・鉄・銀・鉛・金・粘板岩を産出した。19世紀後半から鉱業と金属工学はウェールズの経済において主要なものになり、ウェールズの南部と東北の工業地域の景観と社会は変化した。かつてウェールズ地方南部は、世界最大の石炭の輸出地域で20世紀前半の最盛期には、600以上の炭鉱で約20万人が働いていた。その後、石炭から石油への「エネルギー革命」で石炭産業は衰退し、南部を中心に立地した各種重工業がウェールズ経済を支えた。
1970年代にウェールズは伝統的な重工業から、軽工業あるいはサービス業へと大きく転換することになった。外国企業の誘致に成功したが、新しい産業の多くは本質的に分工場としての役割であり、流れ作業で熟練を必要としないものであった。ウェールズは人口などの経済的な絶対量は低く、またカーディフはイギリスの他の都市リーズ・マンチェスター・ブリストルや小国の首都であるダブリン・コペンハーゲン・ヘルシンキなどよりも小さく、ウェールズには大都市と呼べる街が無い。にもかかわらず金融や研究開発の分野を発展させ、付加価値の高い雇用を生み出した。
イギリスのほかの地域と比べて、ウェールズの人口当たりの経済的な成果は低い。2002年ではイギリス平均の80%、EU25カ国平均の90%であった。ただし、生活に必要なコストが地域によって異なることに注意が必要である。イギリスの地域と実際の生活水準の差は大きくない。
2002年のウェールズのGDPは260億ポンド（480億ドル）、一人当たり12,651ポンド (19,546ドル)である。2006年の時点で失業率は5.7%で、イギリス全体の平均より高いがEUの平均よりは低い値である。
ウェールズの大部分の土壌は貧しく耕作には適さないため、農業の中心は伝統的に牧畜である。独特な文化と同様にウェールズの景観は多くの観光客を惹きつけている。観光は田園地域の経済において特に重要な位置づけであり、3箇所が国立公園として保護されている。

### 経済史

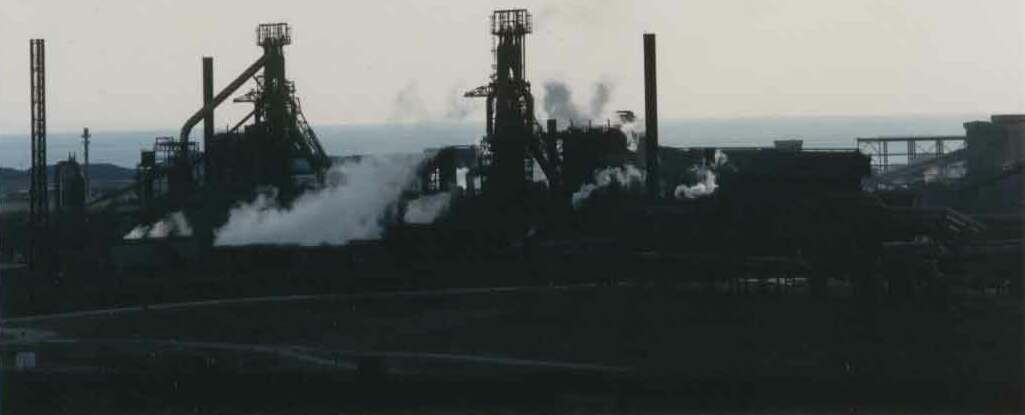
ポート タルボット 製鉄所は南ウェールズで最後まで残った重工業の施設の一つである。

18世紀半ばまでウェールズの経済発展は山岳地帯を中心とする地形的要因、まばらな人口、通信手段が乏しい事もあり抑制されていた。
最も先進的だった地域は小さな沿岸部の港でブリストルやリバプールと定期的な交流があった。
18世紀半ばから産業開発が進みウェールズの豊富な地下資源が活用され産業革命を支えた。1900年代初頭の爆発的な成長は1920年代には経済的に困難に直面して、相変わらず古い重工業に依存していたが、イギリスのより豊かになる軽工業分野が成長した。
1970年代ウェールズは伝統的な重工業を軽工業とサービス産業に転換した。

### 保健

#### 医療
公共の医療機関としてNHS Wales (National Health Service Wales) Wales (Welsh: GIG Cymru)がある。1946年のNational Health Service Act 1946によって設立された。90,000人のスタッフを擁し、ウェールズ最大の雇用主である。

## 交通

### 航空
カーディフ空港はウェールズで唯一の大規模な空港であり、カーディフの市街の中心から南西12マイル (≒19 km)のベール・オブ・グラモーガンに位置する。イギリス国内およびヨーロッパのいくつかの都市を結んでいる。

### 鉄道
ウェールズの鉄道はカーディフ中央駅をネットワークの中心として、国中に広がっている。ウェールズ議会が鉄道網の監督をしている。旅客鉄道会社としてはウェールズ全域を運行するトランスポート・フォー・ウェールズ・レール・サービスの他、アヴァンティ・ウェスト・コーストが北部からロンドンへ、グレート・ウェスタン・レールウェイ（ブリストル・ロンドン方面）、クロスカントリー（バーミンガム・ノッティンガム方面）が南部に乗り入れている。

### 道路
ウェールズの南部ではM4高速道路が海岸沿いにカーディフ・ニューポート・スウォンジなどの都市を繋ぎ、イングランドのロンドンまで続いている。M4高速道路のセヴァーン橋から終点までのウェールズ側の部分はウェールズ議会 (Welsh Assembly Government)の管轄である。同様に北部ではA55道路がホーリーヘッド・バンガー・コンウィなどを結んで海岸沿いにイングランドのチェスターへと通じている。同じくホーリーヘッドからは古くアイルランドとロンドンを結ぶ街道として作られたA5道路がバンガーから山間部を抜け、イングランドのシュルーズベリーなどを経てロンドンへと向かっている。ウェールズの南北を結ぶ主要な道路としてはカーディフとスランディドノを繋ぐA470道路がある。

## 教育
- バンガー大学
- ウェールズ大学
- カーディフ大学
- スウォンジー大学

## 文化

### 言語
現在のウェールズでは、ウェールズ語は英語と並んで公用語とされる。道路標識や公文書は、2カ国語で表記されている。例えば、イングランドから鉄道または自動車でウェールズに入ると、国境付近に設置された看板には、2か国語で『Welcome to Wales』『Croeso i Cymru』（クロイソ イ カムリ）と書いてある。
南部ではあまり話されないが、中北部では日常的に話される地域が多い。ただし、方言の差異が大きく、北に行くほど古い由緒正しい形を残している傾向がある。特にウェールズ最高峰であるスノードン山付近のグウィネズ地方でウェールズ語の話者が多い。この地域では、子供達が英語を習うのは小学校に入学してからのことであり、それまでは一般に、家族や近隣の友達とウェールズ語で会話している。
2001年の時点で、ウェールズ人全体の20.5%がウェールズ語を話すことができる。ウェールズにおいて、ウェールズ語を話す人口の割合は20世紀以降著しく減少しているが、人口増加により、ウェールズ語を話す人の絶対数は減少傾向が止まり、微増になっている。その主な理由は、小中学校でウェールズ語教育が実施されていることと、ウェールズ語によるTVプログラム（BBC WalesやHTV〔現ITV Wales〕、S4Cによる）が放送されていることによる。
北部と西部ではウェールズ語は第一言語として話され英語は第2言語である。ウェールズの人口の21.7%がウェールズ語の読みまたは書きができ（2001年時点）、16%だけが支障をきたすが会話、読み書きできる。

### 音楽
ウェールズは「歌の国」といわれ特にハープ奏者や男声聖歌隊そしてギネス・ジョーンズ、シャーリー・バッシー、トム・ジョーンズ、シャルロット・チャーチ、メリー・ホプキン、キャサリン・ジェンキンス、アレッド・ジョーンズ、ボニー・タイラー、ダフィー、ブリン・ターフェルなどのソロミュージシャンが有名である。
バンドではマニック・ストリート・プリーチャーズ、ステレオフォニックス、フィーダー、スーパー・ファーリー・アニマルズ、ロストプロフェッツ、フューネラル・フォー・ア・フレンド、ブレット・フォー・マイ・ヴァレンタイン、ロス・キャンペシーノス!、ゴーキーズ・サイゴティック・マンキ等が有名である。
ウェールズにはナショナル・アイステズボッドという音楽と詩の祭典がある。これは1年に1度、毎年異なる街が持ち回りで開催している。スランゴスレンで行われるスランゴスレン国際芸術祭はアイステズボッドに倣ったものであるが、世界中のミュージシャンが参加している。

### 自然
ウェールズには森林や湖、丘陵、海岸などの豊かな自然が残っている。面積の約20パーセントが国立公園に指定されている。

### 世界遺産
- グウィネズのエドワード1世の城郭と市壁 - (1986年)
  - コンウィ城、ビューマリス城、カーナーヴォン城、ハーレフ城
- ブレナヴォンの産業景観 - (2000年)
- ポントカサステ水路橋と運河 - (2009年)

## スポーツ

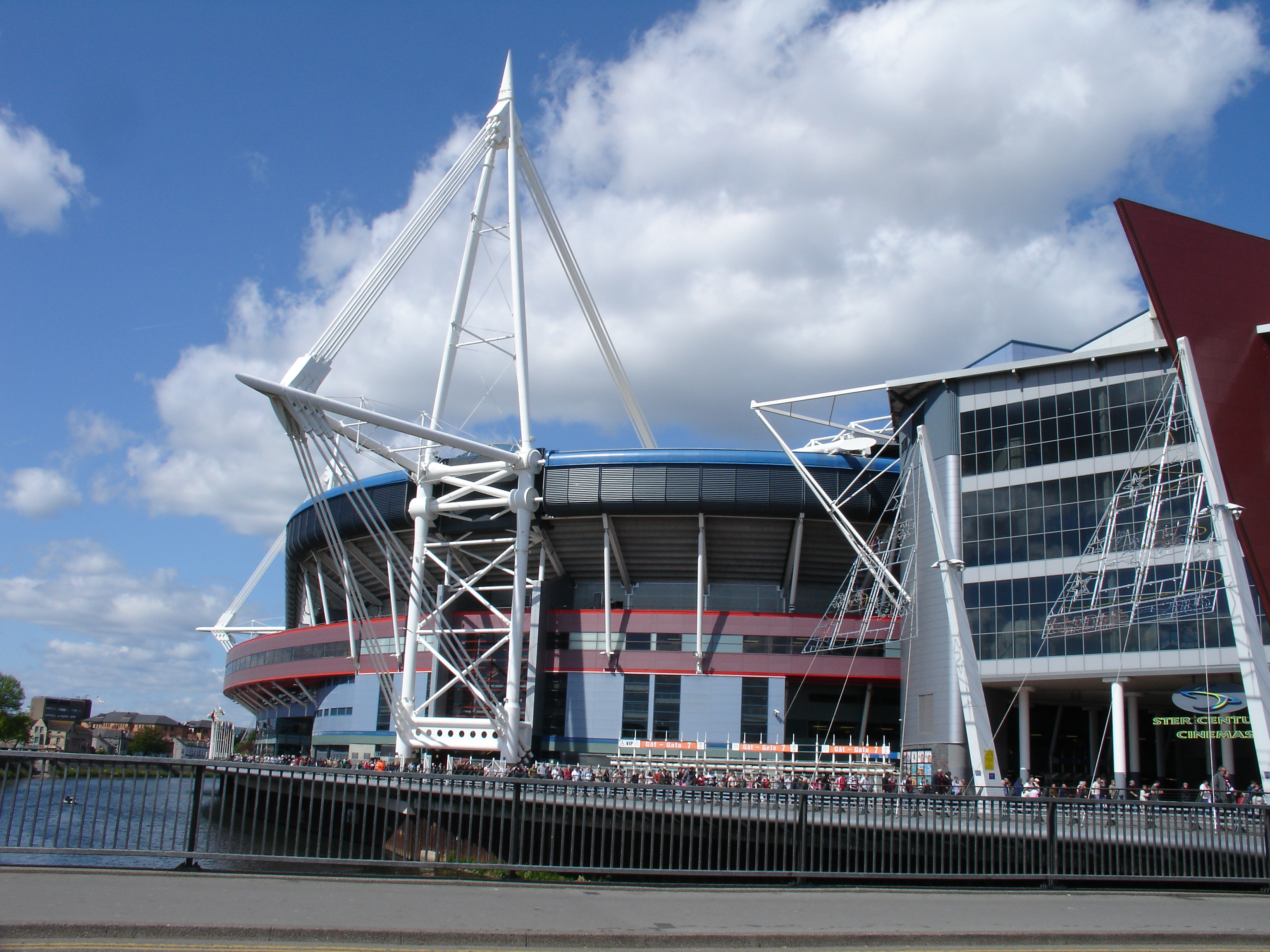
カーディフにあるミレニアム・スタジアム。

ウェールズでは、サッカーとラグビーが最も盛んなスポーツとなっている。

### サッカー
1992年にプロサッカーリーグのウェルシュ・プレミアリーグが創設されている。これまでに、TNSが8連覇を含むリーグ最多14度の優勝を達成している。ウェールズサッカー協会（FAW）によって構成されるサッカーウェールズ代表は、FIFAワールドカップには1958年大会で初出場しベスト8の成績を収めた。さらに2022年大会では64年ぶり2度目の出場を果たしたが、本大会ではグループリーグ敗退となった。UEFA欧州選手権には2度出場しており、2016年大会ではベスト4に進出した。世界的に有名な選手としては、リヴァプールで活躍したイアン・ラッシュやレアル・マドリードなどで活躍したガレス・ベイルが存在する。

### ラグビー
ラグビーウェールズ代表は世界的な強豪として名を馳せており、ウェールズ人の誇りとなっている。代表チームとして参加する大会としては、ラグビーワールドカップとシックス・ネイションズがある。クラブレベルでは、アイルランドやスコットランドおよびイタリアの4ヵ国合同で行われるリーグ戦「Pro 12」や、ウェールズとイングランドによるカップ戦アングロ・ウェルシュカップ、ヨーロッパの覇権を争う大会ハイネケンカップなどがある。

### モータースポーツ
ウェールズは、F1では二人の有名ドライバーを輩出している。一人は1967年のイギリスグランプリで1位のジム・クラークに4周遅れの9位に入ったアラン・リーズ。もう一人は1974年から1977年の間に3位に2度、ポールポジションを1度獲得したトム・プライスである。世界ラリー選手権では、1996年のドライバーズチャンピオンであるコリン・マクレーのコ・ドライバーを務めたニッキー・グリストと、2003年のドライバーズチャンピオンでもあるペター・ソルベルグのコ・ドライバーを務めたフィル・ミルズがいる。

### 自転車競技
自転車競技ではトラック競技の団体追抜で世界選手権を3度（2007年・2008年・2012年）制し、オリンピックでは同種目で2大会連続（北京・ロンドン）の金メダリストとなり、さらにサイクルロードレースでは2018年のツール・ド・フランスにおいて総合優勝を果たしたゲラント・トーマスはカーディフの出身である。
トーマスはウェールズ人としての自覚が強く、ロードレースのバイクやヘルメットのステッカーのデザインはユニオンジャックではなくウェールズ国旗を選んでいる。またツールの総合表彰式でも、ユニオンジャックではなくウェールズ国旗を掲げている。なお、トラック競技ではコモンウェルスゲームではウェールズ代表として出走しているが、オリンピック・世界選手権共にウェールズ代表が存在しないのでイギリス代表として出走している。
トーマスはイギリス国籍でツールを制した3人の選手のうち、唯一イギリス国内で生まれた選手でもある。なお、ブラッドリー・ウィギンスはイギリス国籍だがベルギーで出生し、クリス・フルームもケニアの出身で、ケニアとイギリスの二重国籍を持つ。

### クリケット
クリケットも人気スポーツの一つである。18世紀後半に始まり、それ以来プレーされ続けている。国内競技連盟はイングランド・ウェールズクリケット委員会であり、ウェールズはイングランドとの合同チームのイングランド代表として出場している。クリケットはウェールズの学校システム内でプレーされており、この国の主要な夏のスポーツの一つとみなされている。ウェールズにはグラモーガン・カウンティ・クリケット・クラブがあり、イングランド及びウェールズの国内リーグであるカウンティ・チャンピオンシップやトゥエンティ20形式のトゥエンティ20カップに出場している。

### その他の競技
ウェールズには、スヌーカーの世界クラスのプレイヤーである、テリー・グリフィス、マーク・ウィリアムズ、マシュー・スティーブンスがいる。さらにアイスホッケーのカーディフ・デビルズは、かつてイギリス全体で活躍した。ボクシングでは、スーパーミドル級のWBA・WBC・WBO元世界王者のジョー・カルザゲはウェールズとイタリアのハーフであり、エンゾ・マカリネリもクルーザー級のWBO・WBU元世界王者である。

## 日本との関係
日本の姉妹都市
- 宮城県 村田町 - バックリー（クルウィド地方 フリントシャー州）
- 京都府 与謝野町 - アベリストウィス（ダヴェッド地方 ケレディジョン州）

## 著名な出身者
- デビッド・ロイド・ジョージ - 第一次世界大戦中のイギリス首相
- ティモシー・ダルトン - 4代目ジェームズ・ボンド役
- デスモンド・リュウェリン - 007シリーズのQ役
- ジョージ・ハリスン - ビートルズの元ギタリスト
- ディラン・トマス - 詩人、作家
- トーマス・エドワード・ロレンス - 「アラビアのロレンス」として知られる軍人
- ゲラント・トーマス - 自転車競技選手、ツール・ド・フランス2018個人総合優勝
- C・W・ニコル - 作家
- キャサリン・ゼタ＝ジョーンズ - 女優
- キャサリン・ジェンキンス - メゾソプラノ歌手
- ブライアン・ジョーンズ - ローリング・ストーンズ元ギタリスト
- ライアン・ギグス - サッカー指導者
- トム・ジョーンズ - 歌手
- マニック・ストリート・プリーチャーズ - ロックバンド
- ロストプロフェッツ - ロックバンド
- レイ・ミランド - 俳優
- リチャード・バートン - 俳優
- ジョナサン・プライス - 俳優
- アンソニー・ホプキンス - 俳優
- メリー・ホプキン - 歌手
- ジョー・カルザゲ - プロボクサー、世界チャンピオン
- エンゾ・マカリネリ - プロボクサー、世界チャンピオン
- シルヴィア・スレイ - 画家、後にアメリカに帰化
- イアン・ラッシュ - サッカー指導者
- フィル・ミルズ - WRCドライバーペター・ソルベルグのコ・ドライバー
- ディック・フランシス - 元競馬騎手、作家
- ガレス・エドワーズ - 元ラグビー選手
- シェーン・ウィリアムス - ラグビー選手
- エイドリアン・ストリート - 元プロレスラー
- トニー・チャールズ - 元プロレスラー
- ルーク・エヴァンズ - 俳優
- マリーナ・アンド・ザ・ダイアモンズ - 歌手
- タロン・エジャトン - 俳優
- ガレス・ベイル - サッカー選手
- アーロン・ラムジー - サッカー選手
- ダニエル・ジェームズ - サッカー選手
- エルフィン・エバンス - WRCドライバー